# Église de Virttaa
L'église de Virttaa (en finnois : Virttaan kirkko) est une église en bois située dans le quartier d'Alastaro de la commune de Loimaa en Finlande. 

## Description
L'église offre 250 sièges.
Le retable et la chaire viennent de Église de Kanta-Loimaa. 
Le retable représentant la crucifixion est peint par Jonas Bergman probablement en 1752. 
La chaire date de 1782. 
L'orgue à 6 jeux date de 1860.
Elle est rachetée en 1860 à la paroisse de Honkilahti.
La statue aux héros de la guerre, sculptée en 1951 par Ilmari Wirkkala, s'intitule le soldat dormant.